# Turismo em Gotemburgo

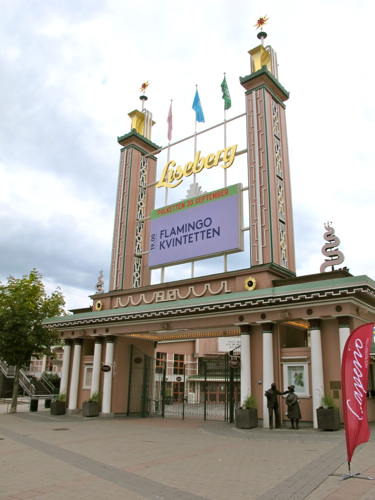
O parque de diversões de Liseberg

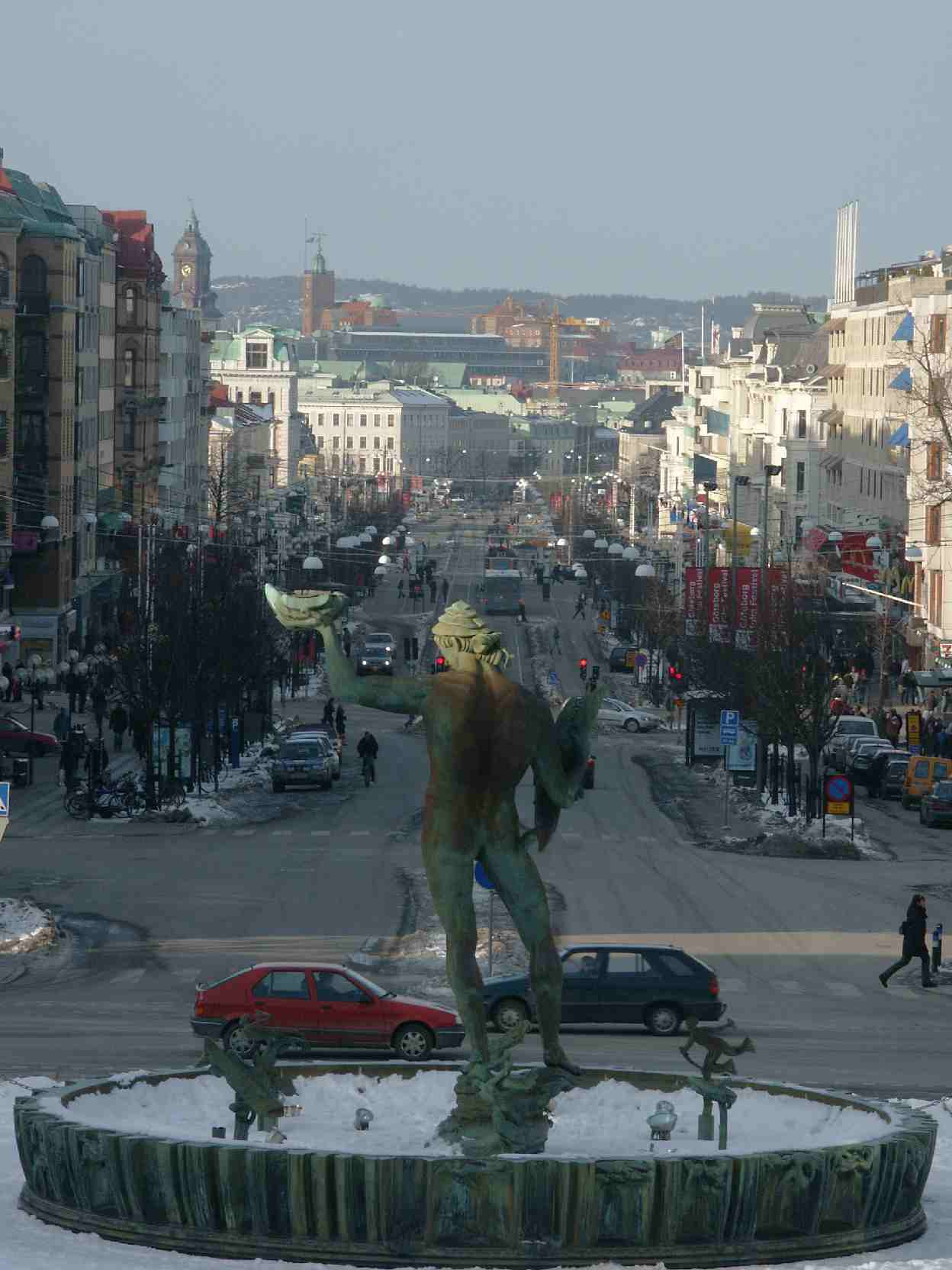
A grande avenida Kungsportsaveny

A cidade sueca de Gotemburgo oferece diversos locais de interesse turístico e eventos culturais e desportivos.

## Locais de interesse turístico
- Parque de diversões de Liseberg (Liseberg)
- Avenida de Kungsportsavenyn (Kungsportsavenyn)
- Igreja do Peixe (Feskekörka)
- Museu de Arte de Gotemburgo (Göteborgs konstmuseum)
- Centro recreativo de ciências Universeum (Universeum)
- Ópera de Gotemburgo (Göteborgsoperan)
- Museu da Cultura Mundial (Världskulturmuseet)
- Parque Botânico de Gotemburgo (Trädgårdsföreningen)
- Fortim da Coroa (Skansen Kronan)
- Centro Marítimo de Gotemburgo (Maritiman)
- Museu de História Marítima (Sjöfartsmuseet Akvariet)
- Praça Götaplatsen (Götaplatsen)
- Lilla Bommen
- Scandinavium
- Bairro histórico de Haga (Haga)
- Museu Röhsska (Röhsska museet)
- Gothia Towers
- Karlatornet (arranha-céus mais alto da Suécia)
- Jardim Botânico de Gotemburgo (Göteborgs botaniska trädgård)
- Parque municipal Slottsskogen (Slottsskogen)
- Museu da Cidade de Gotemburgo (Göteborgs stadsmuseum)

## Turismo para crianças
Gotemburgo oferece uma série de atividades e pontos turísticos para crianças:
- Parque de diversões de Liseberg (Liseberg)
- Centro recreativo de ciências Universeum (Universeum)
- Casa de Alfons Åberg (Alfons Åbergs Kulturhus)
- Parque municipal Slottsskogen (Slottsskogen) - Pequeno Zoo (Barnens Zoo) e Parque infantil de Plikta (Plikta)
- Museu da Cidade de Gotemburgo (Göteborgs stadsmuseum) - Zona infantil
- Museu de História Marítima (Sjöfartsmuseet Akvariet) - Zona infantil
- Centro Marítimo de Gotemburgo (Maritiman)
- Museu da Cultura Mundial (Världskulturmuseet)
- Museu da Cultura Mundial (Världskulturmuseet)

## Eventos
- Feira do Livro de Gotemburgo
- Gothia Cup
- Festival de Cinema de Gotemburgo
- Bienal Internacional de Arte de Gotemburgo
- Festival da Ciência de Gotemburgo
- Centro de Exposições e Congressos da Suécia
- Meia Maratona de Gotemburgo
- Carnaval de Hammarkullen

## Pontos turísticos na proximidade de Gotemburgo
- Palácio de Tjolöholm (Tjolöholms slott; a 40 km a sul de Gotemburgo; perto de Kungsbacka)